# پولی (فیلم)
پولی (انگلیسی: Paulie) یک فیلم در ژانر زوج هنری، فانتزی، و کمدی به کارگردانی جان رابرتس است که در سال ۱۹۹۸ منتشر شد.

## بازیگران
- تونی شالهوب
- جنا رولندز
- چیچ مارین
- هلی آیزنبرگ
- جی مهر
- بادی هکت
- تیا تکسادا
- ترینی آلوارادو
- بیل کوبس
- بروس دیویسن
- مت کریون